# Louise Piëch
Louise Piëch, geborene Louise Hedwig Anna Wilhelmine Maria Porsche (* 29. August 1904 in Wien; † 10. Februar 1999 in Zell am See) war eine österreichische Unternehmerin.

## Leben
Louise Piëch war die Tochter von Ferdinand Porsche und seiner Frau Aloisia Johanna geb. Kaes. 1928 heiratete sie den Wiener Rechtsanwalt Anton Piëch, der unter anderem von 1941 bis 1945 einer der drei Hauptgeschäftsführer der Volkswagenwerk GmbH war. Sie hatten zusammen die drei Söhne Ernst (* 1929), Ferdinand (1937–2019) und Hans Michel (* 1942) sowie die Tochter Louise Daxer-Piëch (1932–2006). Louise Piëch lebte mit ihrer Familie in Österreich.
Auf Initiative von Louise Piëch wurden im Oktober 1943 die nach Österreich ausgelagerten Firmenteile der Porsche KG Stuttgart auf sie und ihren Mann übertragen und in eine neu gegründete Porsche-Konstruktionen-Ges.m.b.H. mit Sitz in Gmünd in Kärnten eingebracht. Anton Piëch war bis dahin mit 10 % und Louise Piëch mit 5 % an der Porsche KG beteiligt. Die restlichen in Österreich verbliebenen Vermögensteile der Porsche KG wurden 1947 in die Porsche-Konstruktionen GmbH mit ihrem Werk Gmünd eingebracht. Der Firmensitz wurde nach Salzburg verlegt; Geschäftsführer war neben Louise Piëch auch ihr Bruder Ferry Porsche. Aus der Porsche-Konstruktionen GmbH ging schließlich die heutige Porsche Holding hervor.

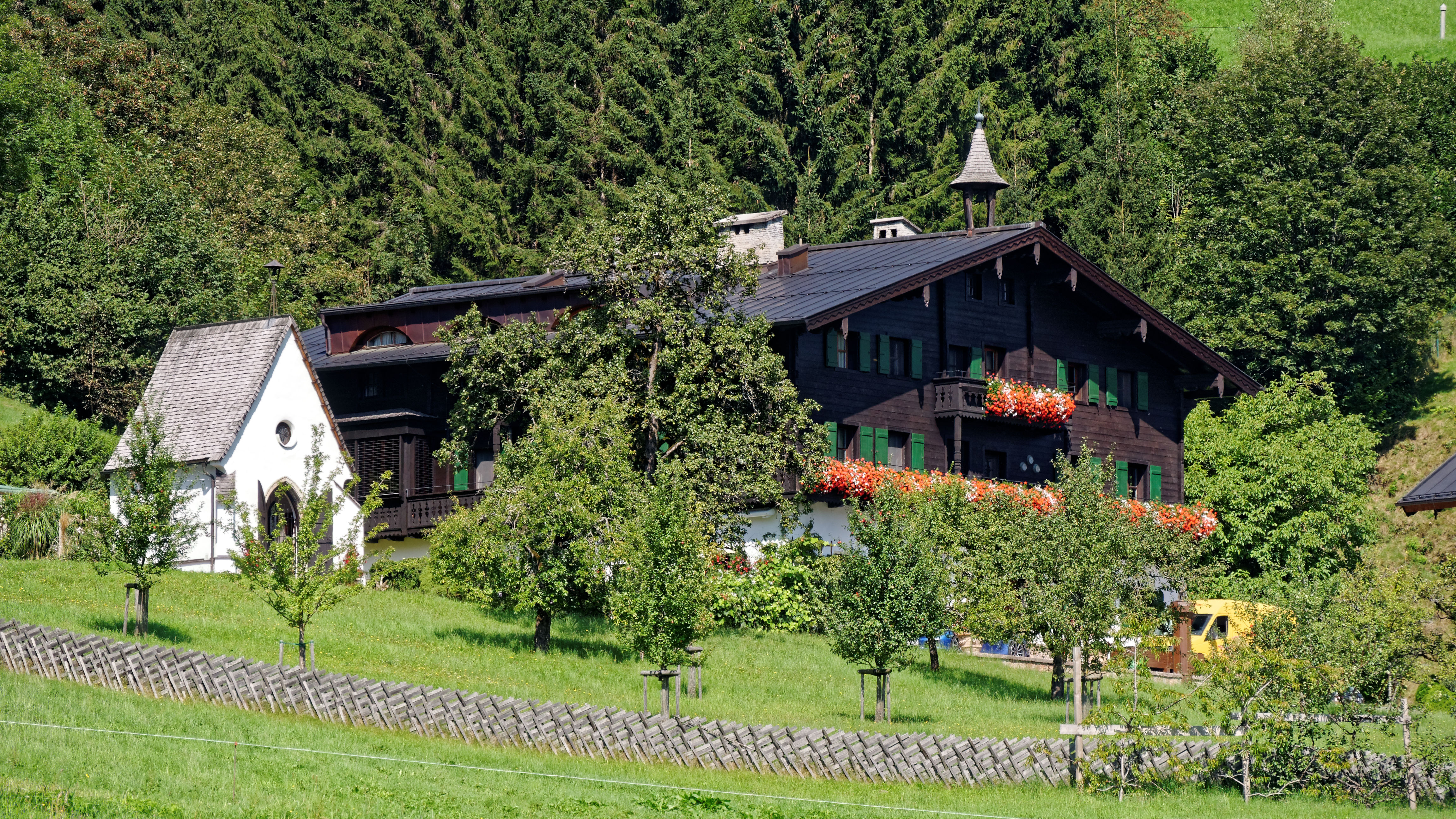
Piëchs Grabstätte in der Hauskapelle (links) des Porsche-Familienstammsitzes Schüttgut

Nach dem frühen Tod ihres Ehemannes 1952 leitete sie bis 1971 die Porsche Holding in Österreich. Das Unternehmen war bis 2011 im Besitz der Familien Porsche und Piëch und unter anderem aufgrund eines Abfindungsvertrages mit dem Volkswagenwerk von 1948 Generalimporteur von Volkswagen und Porsche für Österreich. Die Porsche Holding war bis 2011 das größte Privatunternehmen in Österreich und ist nunmehr eine 100 %-Tochter der Volkswagen AG.
Ihr Grab befindet sich in Zell am See, wo ihre Urne in der Hauskapelle des Schüttgutes beigesetzt ist.

## Ehrungen
Louise Piëch wurde 1959 für ihre wirtschaftlichen Verdienste zur Kommerzialrätin ernannt. 1976 ernannte die Technische Universität Wien sie zur Ehrensenatorin. 1979 wurde Louise Piëch mit dem großen Bundesverdienstkreuz, 1984 mit dem Ring der Stadt Salzburg und 1994 mit dem Großen Goldenen Ehrenzeichen für Verdienste um die Republik Österreich geehrt.